# Кучинська Оксана Петрівна
Кучинська Оксана Петрівна (нар. 2 жовтня 1958 року, Київ, Україна) – правознавець, доктор юридичних наук, професор кафедри правосуддя юридичного факультету Київського національного університету імені Тараса Шевченка

## Біографічні дані

### Освіта
1981 -  закінчила юридичний факультет Київського національного університету імені Тараса Шевченка, спеціальність «правознавство», кваліфікація «юрист» (диплом із відзнакою)

### Кар'єра
1981-1989 -  консультант судової палати з кримінальних справ, старший консультант відділу узагальнень судової практики Верховного Суду України
1989-1997  - асистент кафедри правосуддя юридичного факультету Київського національного університету імені Тараса Шевченка
1997-2011 – доцент, проректор  Академії адвокатури України
З 2011 – професор кафедри кримінального процесу та криміналістики
2011-2013 – проректор Національної школи суддів України (Київ)
З 2013 – професор кафедри правосуддя юридичного факультету Київського національного університету імені Тараса Шевченка

### Відзнаки
- Диплом Спілки адвокатів України «За підготовку висококваліфікованих кадрів для адвокатури» (2010)
- Почесна грамота  Національної школи суддів України «За вагомий особистий внесок у розвиток суддівської освіти» (2013)

## Наукова діяльність

### Сфера наукових досліджень
- кримінально-процесуальне право
- адвокатура
- судоустрій

### Дисертації
- 1996 - захистила кандидатську дисертацію (спеціальність «кримінальний процес та криміналістика; судова експертиза; оперативно-розшукова робота») з теми «Реалізація прав потерпілого у кримінальному процесі України» (Київський національний університет імені Тараса Шевченка).
- 2013 - захистила докторську дисертацію (спеціальність «кримінальний процес та криміналістика; судова експертиза; оперативно-розшукова робота») з теми «Роль принципів кримінального провадження в механізмі забезпечення прав його учасників» (Київський національний університет імені Тараса Шевченка)

### Науково-практична діяльність
- член спеціалізованої вченої ради Київського національного університету імені Тараса Шевченка;
- член спеціалізованої вченої ради Донецького юридичного інституту МВС України;
- член редколегій фахових журналів: «Вісник кримінального судочинства»,  «Слово Національної школи суддів України», «Людина. Влада. Закон».

### Наукові публікації
Кучинська Оксана Петрівна - автор і співавтор понад 90 наукових і навчально-методичних праць, серед них:
- Потерпілий у кримінальному процесі України. К., 1998
- Кримінальний процес України: навчальний посібник. К., 2005
- Кримінально-процесуальне законодавство України: посібник. К., 2006
- Словник термінів. Навчальний посібник. К., 2007
- Кримінальний процесуальний кодекс України. Науково-практичний коментар. К., 2008
- Кримінально-процесуальні документи. Досудове та судове провадження: закони й законодавчі акти. К., 2009